# سوليمان دوكارا
سوليمان دوكارا (29 سبتمبر 1991 بميدون في فرنسا - ) (بالفرنسية: Souleymane Doukara)‏ هو لاعب كرة قدم فرنسي وسنغالي في مركز الهجوم . لعب مع ليدز يونايتد ونادي كاتانيا ونادي الاتفاق السعودي و US Vibonese Calcio ‏ وRovigo Calcio ‏ ويوفي ستابيا.

## روابط خارجية
- سوليمان دوكارا على موقع اتحاد تركيا (لاعب) (الإنجليزية)
- سوليمان دوكارا على موقع قاعدة بيانات كرة القدم.إي يو (الإنجليزية)
- سوليمان دوكارا على موقع ناشيونال فوتبول تيمز (الإنجليزية)
- سوليمان دوكارا على موقع Soccerbase.com (لاعب) (الإنجليزية)
- سوليمان دوكارا على موقع Soccerway.com (الإنجليزية)
- سوليمان دوكارا على موقع عالم كرة القدم.نت (الإنجليزية)
- سوليمان دوكارا على موقع AS.com (الإسبانية)